# Josip Pilasanović
Josip Pilasanović (Sombor, 1940.), srbijanski je arhitekt i dizajner.

## Životopis
Josip Pilasanović se rodio u bačkoj hrvatskoj plemenitaškoj obitelji Pilasanović u Somboru 1940. godine. Studirao je na sveučilištu u Beogradu, gdje je diplomirao na Arhitektonskom fakultetu.  
U struci je počeo raditi u projektantskoj momčadi kod arhitekta Branislava Jovina (projektanta Knez Mihailove ulice) i inženjera Jovana Katanića. S istima je surađivao na studiji metroa grada Beograda te krajem 1970-ih s arhitektom Slobodanom Lazarevićem na jednom autorskom projektu. Poslije je radio u projektantskim uredima u Beogradu i Budimpešti. Jedno je vrijeme djelovao kao slobodni umjetnik. Stilski je zalazio u područje dekonstruktivističkih istraživanja.
Član je ULUPUDS-a od 1971. godine. Strukovne organizacije su mu dale nekoliko nagrad. Također je dobio veći broj nagrada na javnim natječajima.
Osim arhitekturom, bavi se grafičkim i primijenjenim dizajnom.